# Śledzenie punktu mocy maksymalnej
MPPT (ang. Maximum power point tracking), śledzenie punktu mocy maksymalnej – technika umożliwiająca zwiększanie efektywności przetwarzania energii słonecznej w elektryczną. Ilość uzyskanej energii elektrycznej zależy od natężenia światła, temperatury oraz charakterystyki elektrycznej obciążenia panelu słonecznego. Technika MPPT dostosowuje charakterystykę obciążenia do zmieniających się warunków. Chociaż dotyczy to głównie energii słonecznej, technika ta wykorzystywana jest w źródłach o zmiennej mocy, np. turbinach wiatrowych czy optycznej transmisji mocy. 
Głównym problemem rozwiązywanym przez śledzenie maksymalnego punktu mocy jest wydajność energii elektrycznej uzyskiwanej przez ogniwa słoneczne, które zależą od ilości słońca, które pada na panele słoneczne, a także od właściwości elektrycznych ładunku. Ogniwa słoneczne mają złożoną zależność między temperaturą a rezystancją całkowitą, co daje nieliniowy wynik wydajności, który można analizować na nieliniowej charakterystyce prądowo-napięciowej. Celem MPPT jest próbkowanie mocy wyjściowej ogniw fotowoltaicznych i zastosowanie odpowiedniego obciążenia w celu uzyskania maksymalnej mocy w danych warunkach środowiskowych. 